# Ти Ангел
Ти Ангел (англ. You Angel,) — український благодійний фонд, що займається наданням допомоги онкохворим дітям, дітям-сиротам та дітям з обмеженими фізичними можливостями. Під опікою Фонду перебуває Івано-франківська обласна дитяча клінічна лікарня, Долинська дитяча лікарня, Івано-Франківський притулок для дітей, Долинський дитячий будинок, Вигодський корекційно-реабілітаційний центр. Заснований в 2009 році в місті Івано-Франківськ.

## Історія створення

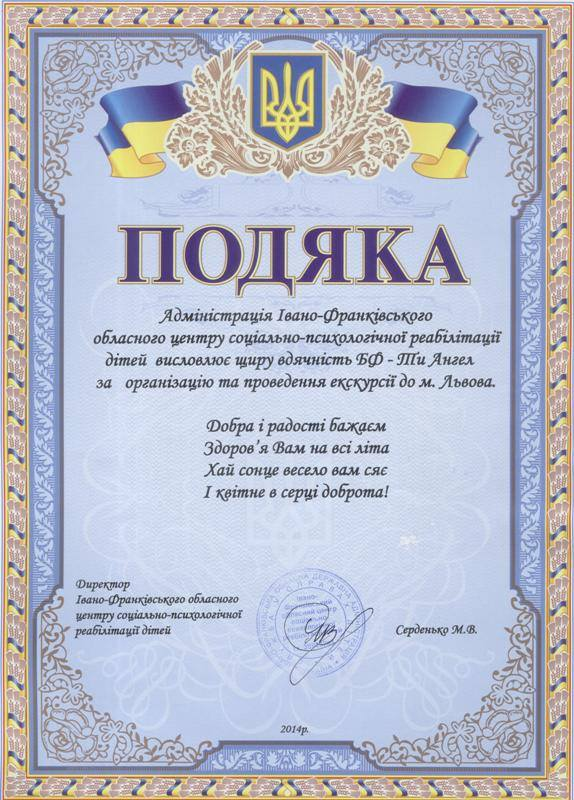
Подяка БФ «Ти-Ангел» 2014 року

### Діяльність волонтерів до заснування фонду
У 2004 році студент першого курсу Віталій Сабан започаткував волонтерську групу з десяти активістів.
Волонтерська група займалася пошуком коштів на придбання вартісних препаратів для дітей, що стали заручниками найстрашніших хвороб – лейкозу, саркоми, ракових пухлин.
Буденне життя у відділенні дитячої онкології насправді страшне. Це нескінченний біль, бліді обличчя дітей та гірки сльози їх матерів.
Для тяжкохворих маленьких пацієнтів кожен день у лікарні може бути останнім у житті. Тому окрім пошуку коштів на лікування, волонтери проводили творчі заняття у стінах лікарні, запрошували до дітей клоунів, організовували святкові вертепи, ляльковий театр.

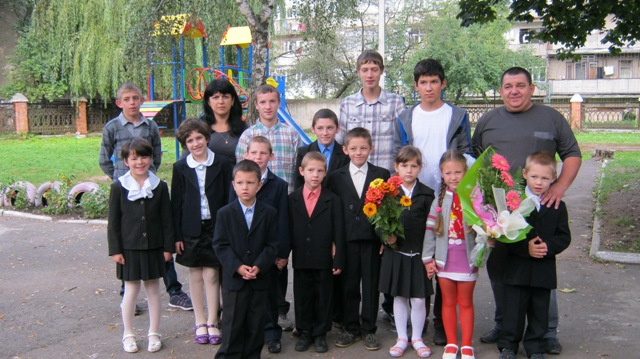
Подарунки на 1 вересня

Особливі свята – день Св. Миколая, Різдво, Великдень, Міжнародний день захисту дітей – завжди відзначались окремо, з ласощами та подарунками.
Для збору коштів зверталися до бізнесменів, чиновників, ЗМІ, які ніколи не відмовляли у допомозі. Так тривало 5 років.
Маючи певний досвід, напрацювання, сповнену ентузіазму команду було прийнято рішення перевести благодійну діяльність у правову площинну. Так з'явився благодійний фонд, який сьогодні працює під брендом БФ «Ти-Ангел».

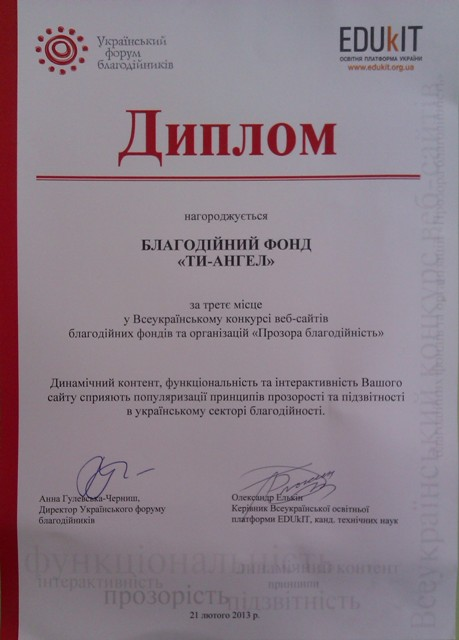
Диплом за третє місце в конкурсі вебсайтів

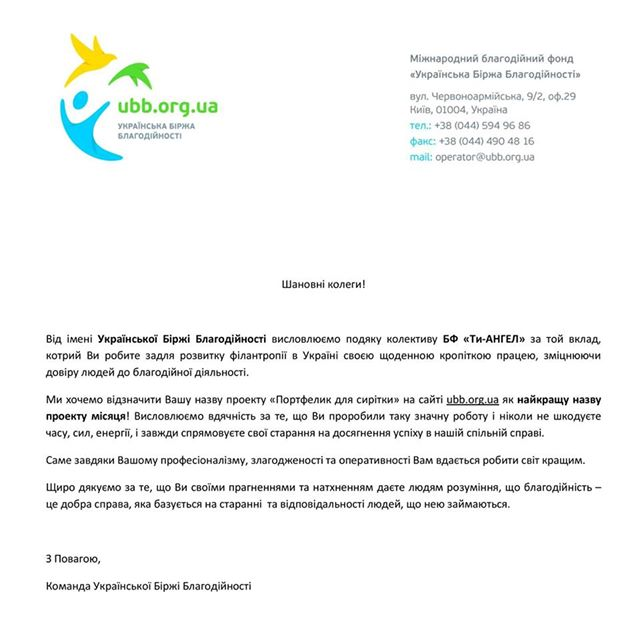
Подяка фонду «Ти-Ангел» від УББ

### Заснування фонду
3 березня 2009 року розпочалась офіційна історія Благодійного фонду «Ти-Ангел». У той час це була єдина організація в Івано-Франківській області, яка опікувалась хворими на  рак дітьми.
Спочатку діяльність фонду була спрямована лише на збір коштів та допомогу онкохворим дітям. Потім волонтери фонду звернули увагу також на дітей-сиріт, та вихованців дитячих будинків.

### БФ «Ти-АНГЕЛ» переможець всеукраїнського конкурсу «Прозора благодійність»
21 лютого 2013 року в м. Києві під час V Міжнародної конференції «Благодійність: підзвітно, прозоро, публічно» відбулося оголошення переможців Всеукраїнського конкурсу вебсайтів благодійних фондів і організацій «Прозора благодійність».
За підсумками конкурсу благодійний фонд «Ти-Ангел» здобув почесне третє місце. Церемонія нагородження відбувалась у приміщенні конференц-центру Президент Готелю. Представник БФ «Ти-АНГЕЛ» в м. Київ, Вікторія Поляруш отримала диплом та пам'ятні подарунки від Програми «Бібліоміст».

### Визнання проекту «Портфелик для сирітки» найкращим проектом місяця
Проект БФ «Ти-Ангел» «Портфелик для сирітки» в серпні 2014 року визнаний Українською Біржею Благодійності як найкращий проект місяця. В рамках проекту 25 вихованців Івано-Франківського центру соціально-психологічної реабілітації дітей отримали щоденники, зошити, фарби, олівці, альбоми, рюкзаки та ще багато іншого шкільного приладдя на загальну суму 6 586,00 грн.

## Територія діяльності
Фонд зареєстрований як обласний і працює на території Івано-Франківської області. Сьогодні під опікою БФ «Ти-Ангел» перебувають
- Івано-Франківська обласна дитяча клінічна лікарня (відділення онкогематології, хірургії та неврології)
- Івано-Франківський обласний центр соціально-психологічної реабілітації дітей
- Надвірнянська школа-інтернат
- Рогатинська спеціальна школа-інтернат
- Перегінська спеціальна школа-інтернат
- Вигодський навчальний корекційно-реабілітаційний центр
- Долинська міська дитяча лікарня
- Долинська спеціалізована школа-інтернат

## Напрямки діяльності
Благодійний фонд у трьох напрямках
- Програма «Здоров'я».

Включає в себе допомогу онкохворим та дітям з обмеженими фізичними можливостями. У рамках цього напрямку фонд надає допомогу дитячим лікарням. Наразі фонд привертає увагу громадськості до проблем дитячої онкології.
- Програма «Освіта, спорт та екологія».

Важливу увагу фонд приділяє інтелектуальному, фізичному та культурному розвитку дитини. Фонд пропагує здоровий спосіб життя через заняття спортом, навчання та охорону навколишнього середовища.
- Програма «Прикарпаття дітям».

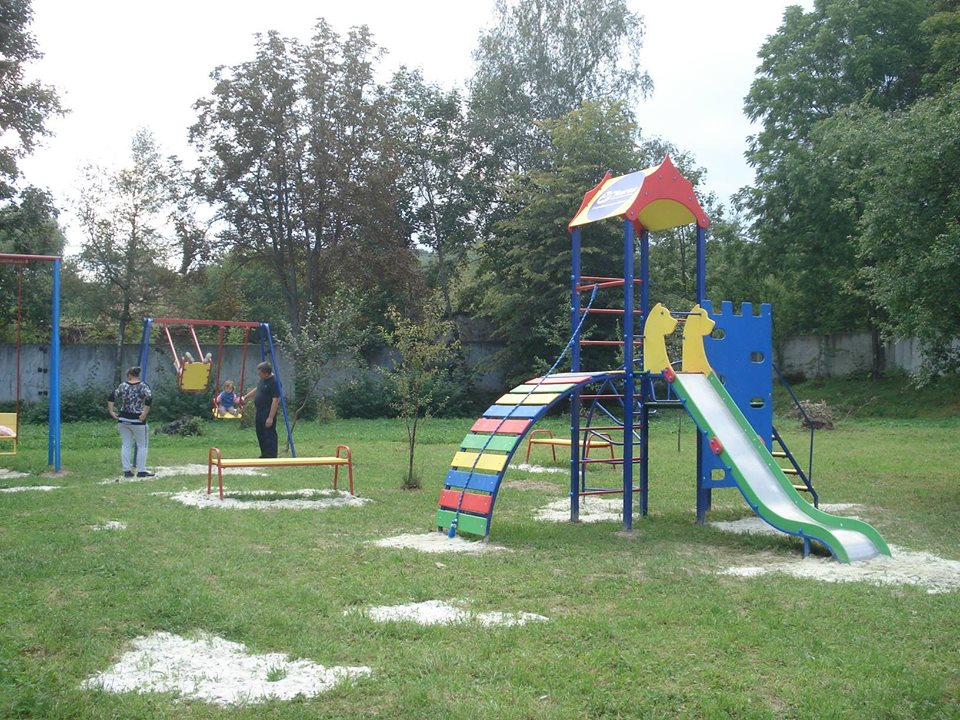
Спортивний майданчик від БФ «Ти-Ангел»

Підтримка дітей-сиріт, соціальних сиріт, дітей з обмеженими фізичними можливостями. Напрямок включає в себе також надання допомоги дитячим будинкам, інтернатам, притулкам, корекційно-реабілітаційним центрам нашої області.

## Футбольна команда фонду

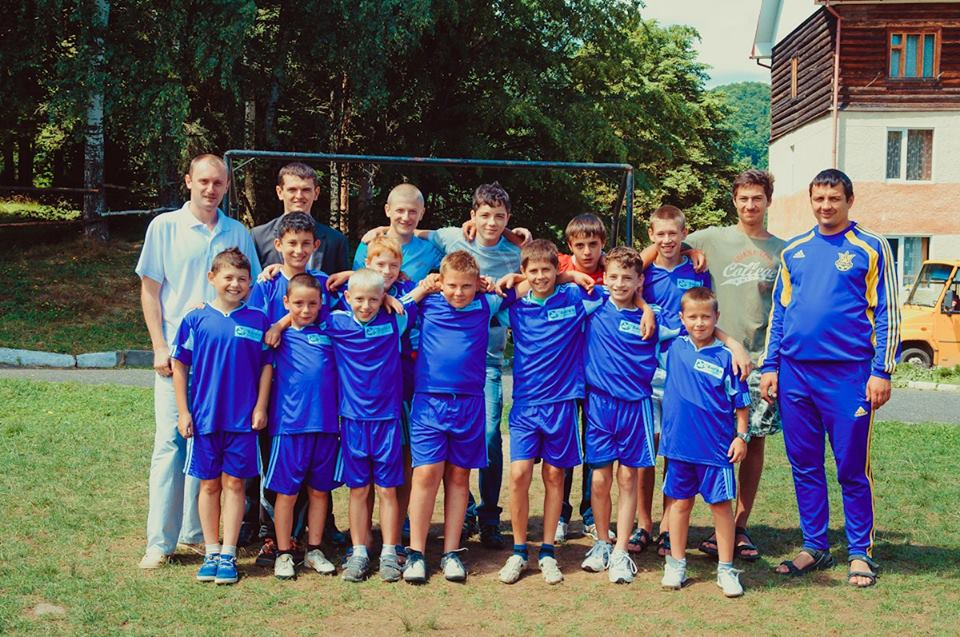
Футбольна команда Ти-Ангел

Благодійний фонд «Ти-Ангел» тепер має свою футбольну команду. До її складу увійшли діти з особливих, в основному малозабезпечених неповних сімей Долинського району, які також вміють радіти життю, займаються спортом і мріють про щасливе дитинство. З метою популяризації здорового способу життя фонд проводить зустрічні матчі з різними дитячими командами краю.
Завдяки співпраці БФ «Ти-Ангел» з Дитячим фондом Unicef десятеро дітей з Долинського району брали участь у змаганнях за Кубок турніру. Кожна команда узяла назву відомих країн-учасниць Чемпіонату Світу з футболу 2014. Футбольна команда БФ «Ти-Ангел» звалась «Японія».

## Діяльність фонду

### Надання психологічної допомоги
Психологи БФ «Ти-Ангел» працюють з онкохворими маленькими пацієнтами, їхніми батьками, та усіма дітьми, що опинилися у складних життєвих обставинах.

### Творчі заняття з онкохворими пацієнтами
Волонтери фонду регулярно проводять творчі заняття у стінах онкогематологічного відділення Івано-Франківської обласної дитячої клінічної лікарні, запрошують до дітей клоунів, організовують святкові вертепи, лялькові театри.

### Благодійний аукціон «Купи зустріч з людиною— подаруй надію на життя!»
Учасниками та головними організаторами аукціону виступає соціально-активна та небайдужа до проблеми дитячої онкології молодь Івано-Франківщини за активної участі БФ «Ти Ангел».

### Книжка дитячої поезії
До свого 5-річчя Благодійний фонд «Ти-АНГЕЛ» випустив книжку дитячої поезії, написану волонтером фонду- Ю.Микитин.
"Поезія вийшла невеликим накладом — 500 примірників. Кошти від продажу книжок фонд планує направити на благодійні цілі.

### Кошик хоробрості

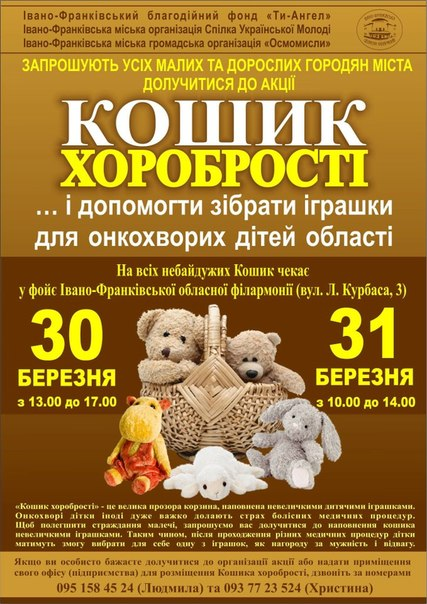
Афіша акції Кошик хоробрості. Проводилась в Івано-Франківську в 2013 році

Два дні, 30 та 31 березня 2013 року, у фоє Івано-Франківської обласної філармонії тривала благодійна акція «Кошик хоробрості». Небайдужі мешканці міста принесли іграшки, щоб полегшити лікування онкохворих дітей.
Організаторами ації виступили Івано-Франківський благодійний фонд «Ти-Ангел», Івано-Франківська міська організація Спілка Української Молоді, Івано-Франківська міська громадська організація «Осмомисли».
Онкохворі дітки іноді дуже важко долають страх болісних медичних процедур. Щоб полегшити страждання малечі, волонтери долучилися до наповнення кошика невеличкими іграшками. Таким чином, після проходження різних медичних процедур дітки матимуть змогу вибрати для себе одну з іграшок, як нагороду за мужність і відвагу.

За словами організаторів, люди долучились дуже активно. Мешканці Франківська за два дні заповнили іграшками ціле фоє обласної філармонії.

### Книжковий кошик

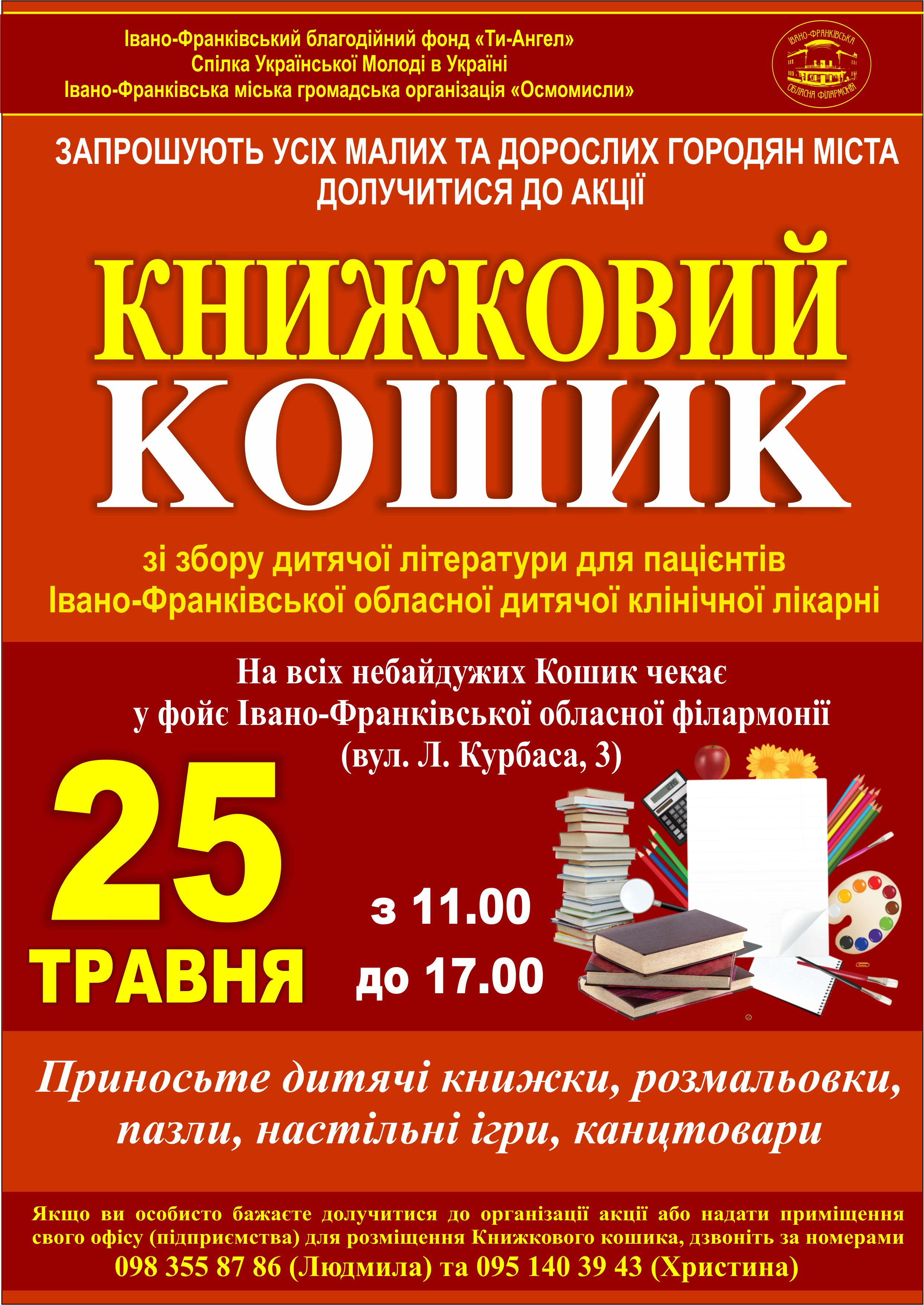
Афіша акції «КНИЖКОВИЙ КОШИК». Проводилась в Івано-франківську в 2014 році

В 2014 році 25 травня в Івано-Франківську пройшла благодійна акція «Книжковий кошик» на підтримку пацієнтів Івано-Франківської обласної дитячої клінічної лікарні. Акція відбулася у фоє Івано-Франківської обласної філармонії, куди кожен волонтер міг принести дитячі книги, розмальовки, пазли, настільні ігри, канцтовари, тощо.
1 червня, в Міжнародний день захисту дітей, «Книжковий кошик» переданий в дитячу лікарню.